# Tanatosis

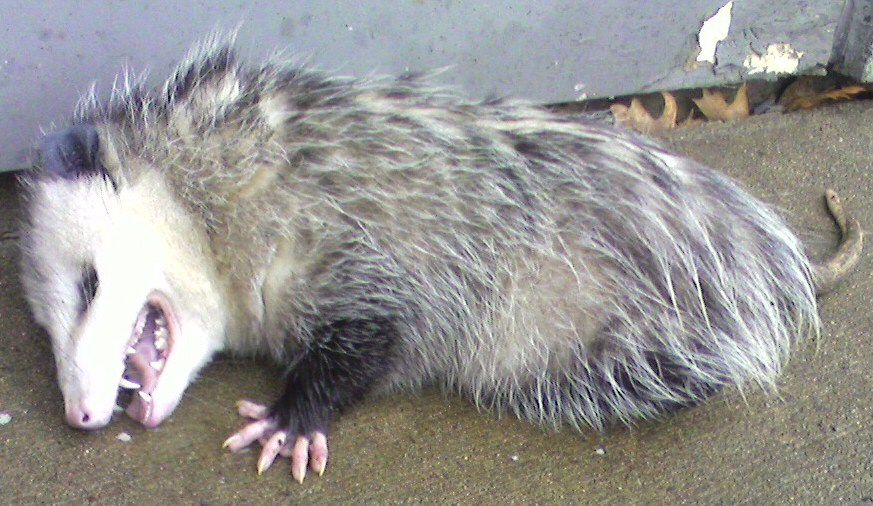
Una zarigüeya de Virginia haciéndose la muerta

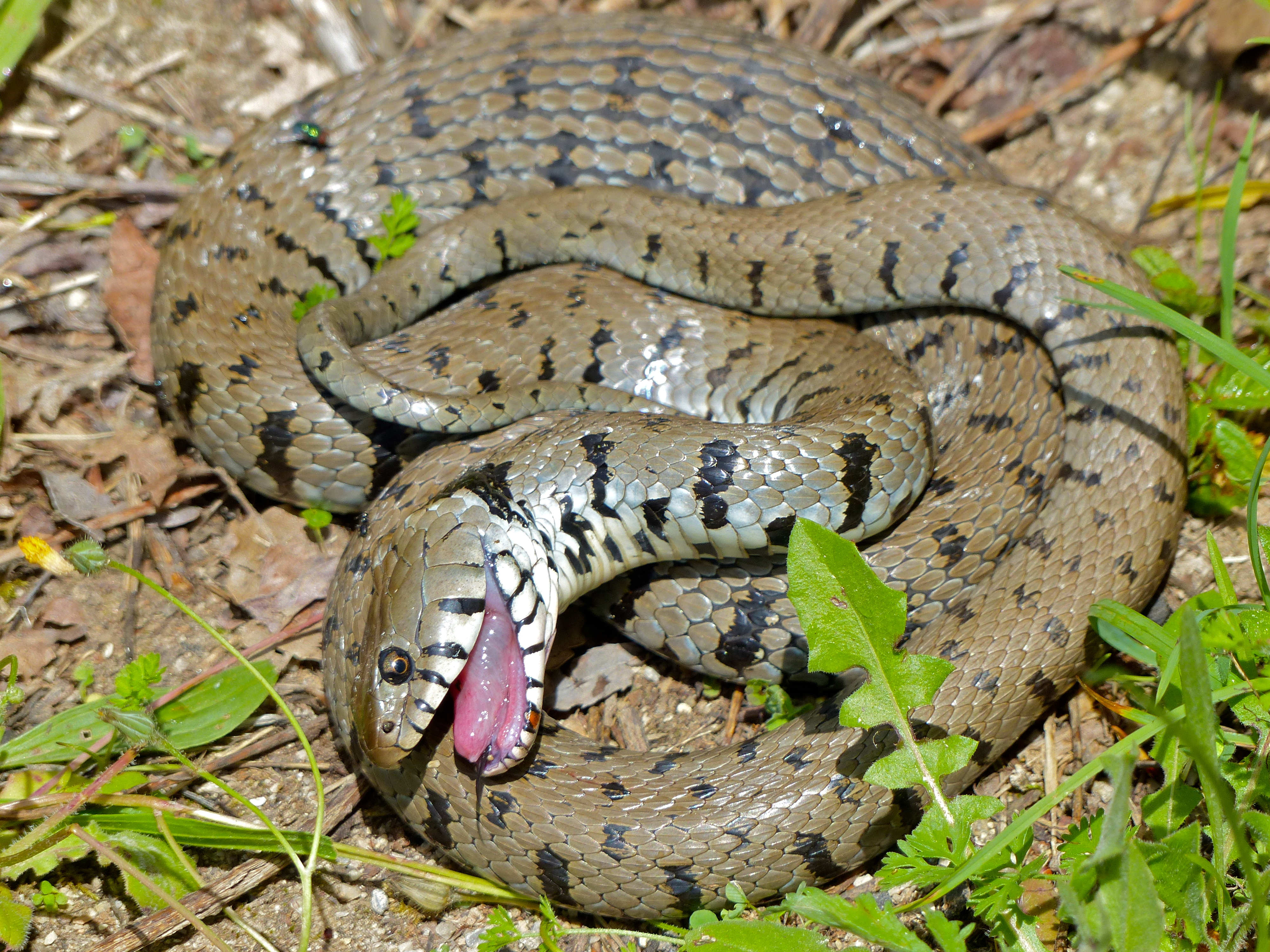
Culebra de collar (Natrix helvetica) fingiéndose muerta

La tanatosis, también denominada inmovilidad tónica, es un comportamiento en el que los animales adoptan la apariencia de estar muertos. Es un estado inmóvil provocado con mayor frecuencia por un ataque depredador y se puede encontrar en una amplia gama de animales, desde insectos y crustáceos hasta mamíferos, aves, reptiles, anfibios y peces. La tanatosis es independiente del comportamiento de congelación que se observa en algunos animales.
La tanatosis es una forma de engaño animal considerada una estrategia antidepredador, pero también puede ser utilizada como una forma de mimetismo agresivo. Cuando es inducido por humanos, es llamada coloquialmente como hipnosis animal.

## Descripción

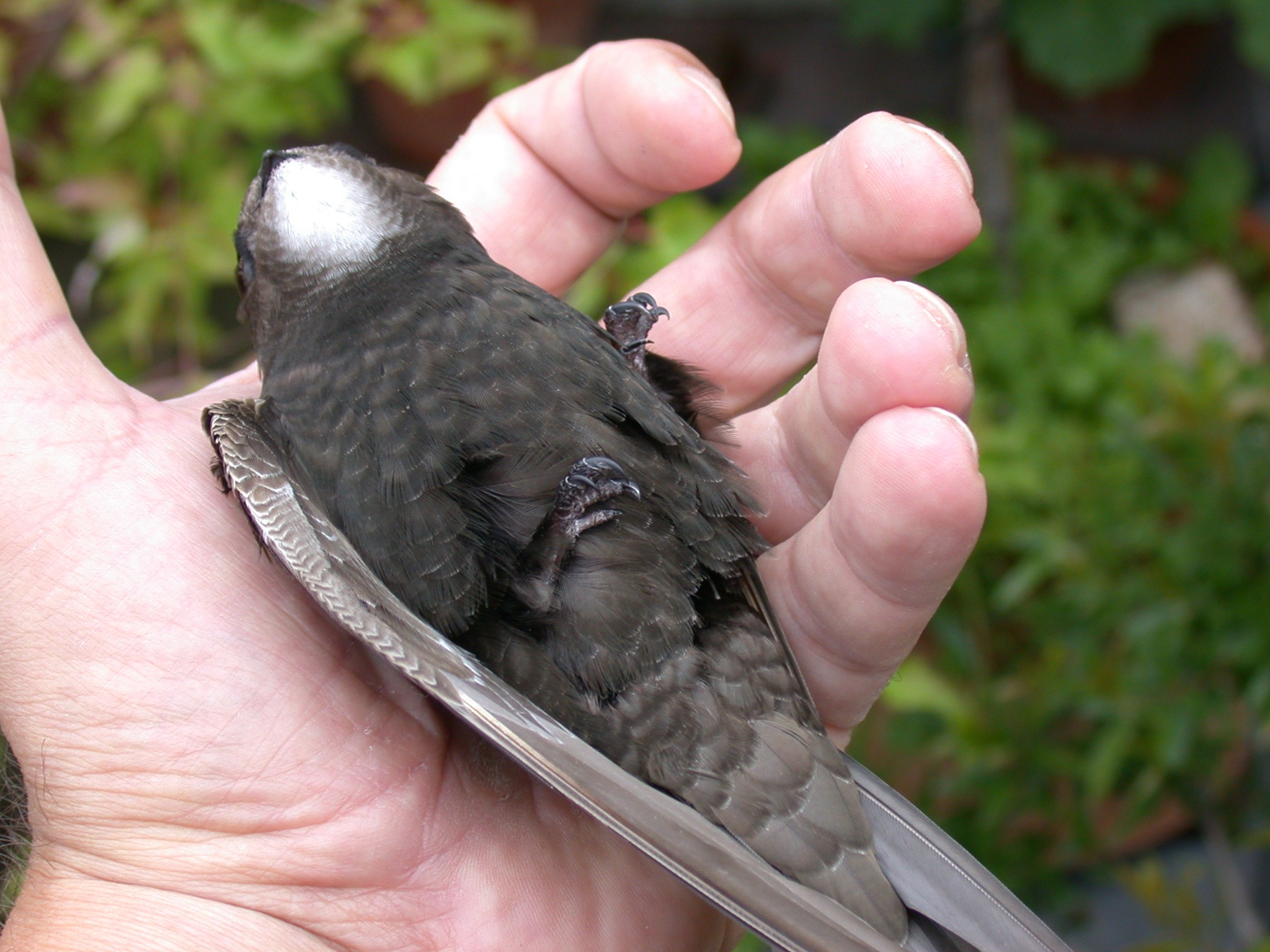
Un vencejo joven haciéndose el muerto

La inmovilidad tónica es un comportamiento en el que algunos animales aparentemente se paralizan temporalmente y no responden a los estímulos externos. Generalmente se le considera un comportamiento antidepredador ya que ocurre con mayor frecuencia en respuesta a una amenaza extrema, como ser capturado por un depredador (percibido). Algunos animales lo utilizan para atraer presas o facilitar la reproducción. Por ejemplo, en el caso de los tiburones que exhiben este comportamiento, algunos científicos lo relacionan con el apareamiento, argumentando que la mordida del macho inmoviliza a la hembra y, por lo tanto, facilita el apareamiento.
A pesar de las apariencias, algunos animales permanecen conscientes durante la inmovilidad tónica. Evidencia de lo anterior son el movimiento de respuesta ocasional, la exploración del entorno, y que los animales en inmovilidad tónica a menudo aprovechan las oportunidades de escape. En la literatura se prefiere el término "inmovilidad tónica" porque tiene connotaciones neutrales, en comparación con la "tanatosis", que tiene una fuerte asociación con la muerte.